# Akira Nishino
Akira Nishino (西野 朗 Nishino Akira?,  nacido el 7 de abril de 1955 en Urawa (actual Saitama), Saitama) es un exfutbolista y actual entrenador japonés. Jugaba de centrocampista y su último club fue el Hitachi de Japón. Actualmente sin club.

## Trayectoria

### Clubes como futbolista
| Club    | País  | Año         |
| ------- | ----- | ----------- |
| Hitachi | Japón | 1978 - 1990 |

### Selección nacional como futbolista
| Selección | País  | Año         |
| --------- | ----- | ----------- |
| Absoluta  | Japón | 1974 - 1978 |

### Clubes como entrenador
| Club           | País  | Año         |
| -------------- | ----- | ----------- |
| Kashiwa Reysol | Japón | 1998 - 2001 |
| Gamba Osaka    | Japón | 2002 - 2011 |
| Vissel Kobe    | Japón | 2012        |
| Nagoya Grampus | Japón | 2014 - 2015 |

### Selección nacional como entrenador
| Selección | País      | Año         |
| --------- | --------- | ----------- |
| Sub-20    | Japón     | 1991 - 1992 |
| Sub-23    | Japón     | 1994 - 1996 |
| Absoluta  | Japón     | 2018        |
| Absoluta  | Tailandia | 2019 - 2021 |
| Sub-23    | Tailandia | 2019 - 2021 |

## Palmarés

### Como entrenador

#### Títulos nacionales
| Título             | Club           | País  | Año  |
| ------------------ | -------------- | ----- | ---- |
| Copa J. League     | Kashiwa Reysol | Japón | 1999 |
| J1 League          | Gamba Osaka    | Japón | 2005 |
| Supercopa de Japón | Gamba Osaka    | Japón | 2007 |
| Copa J. League     | Gamba Osaka    | Japón | 2007 |
| Copa del Emperador | Gamba Osaka    | Japón | 2008 |
| Copa del Emperador | Gamba Osaka    | Japón | 2009 |

#### Títulos internacionales
| Título                      | Club (*)    | Sede     | Año  |
| --------------------------- | ----------- | -------- | ---- |
| Liga de Campeones de la AFC | Gamba Osaka | Adelaida | 2008 |

(*) Incluyendo la selección

#### Distinciones individuales
| Distinción                                      | Año  |
| ----------------------------------------------- | ---- |
| Entrenador del Año de la J. League              | 2000 |
| Entrenador del Año de la J. League              | 2005 |
| Entrenador del Año de la AFC                    | 2008 |
| Inducido al Salón de la Fama del fútbol japonés | 2019 |